# Vérité (couraçado)
O Vérité foi um couraçado pré-dreadnought operado pela Marinha Nacional Francesa e a terceira embarcação da Classe Liberté, depois do Liberté e Justice, e seguido pelo Démocratie. Sua construção começou em abril de 1903 na Forges et Chantiers de la Gironde e foi lançado ao mar em maio de 1907, sendo comissionado na frota francesa em setembro do ano seguinte. Era armado com quatro canhões de 305 milímetros em duas torres de artilharia duplas, tinha um deslocamento carregado de quase quinze mil toneladas e alcançava uma velocidade máxima de dezoito nós.
O Vérité serviu na Esquadra do Mediterrâneo com seus irmãos. Suas principais atividades consistiram em exercícios de rotinas, manobras junto com a frota, visitas e portos estrangeiros e revistas navais e homenagem a dignitários estrangeiros. Com o início da Primeira Guerra Mundial em 1914, o navio escoltou comboios de tropas do Norte da África e então foi enviado para o Mar Adriático, participando da Batalha de Antivari em agosto. No mês seguinte foi transferido para Dardanelos e bombardeou fortificações do Império Otomano, patrulhando a área até o final do ano.
O navio pouco fez até meados de 1916, quando foi transferido para Grécia a fim de pressionar o governo grego a entrar na guerra pelo lado dos Aliados. Ele subsequentemente ficou estacionado na ilha deem Corfu até o final da guerra, pouco fazendo no decorrer desse período, com a exceção de abater um zepelim alemão sobre Salonica em maio de 1916. A guerra terminou em 1918 e o Vérité não foi mais utilizado em nenhuma operação, sendo colocado na reserva em agosto no ano seguinte, descomissionado em maio de 1921 e enviado para desmontagem logo em seguida.

## Projeto
Os couraçados da classe Liberté foram originalmente planejados para fazer parte da classe République, que totalizaria seis navios. Após o início dos trabalhos nos dois primeiros navios, os britânicos iniciaram a construção dos King Edward VII. Esses navios carregavam uma bateria secundária de 230 milímetros, o que levou o Estado-Maior Naval francês a solicitar que os últimos quatro République fossem redesenhados para incluir uma bateria secundária mais pesada em resposta. Ironicamente, o projetista, Louis-Émile Bertin, propôs tal armamento para a classe République, mas o Estado-Maior o rejeitou uma vez que os canhões maiores tinham uma cadência de tiro menor do que os de 164 milímetros que foram selecionados para o projeto do République. Como os navios eram bastante semelhantes, exceto no armamento, os Liberté são às vezes considerados uma subclasse da République.
O Verité tinha um comprimento total de 135,25 metros, uma boca de 24,25 metros e um calado médio de 8,2 metros. Ele deslocava 14 900 toneladas em plena carga e foi equipado com uma proa de rostro. O encouraçado era movido por três motores a vapor verticais de expansão tripla de quatro cilindros, cada um acionando um eixo de hélice usando vapor fornecido por vinte e duas caldeiras Belleville. Os motores foram avaliados em 12 900 kilowatts e tinham como objetivo dar ao navio uma velocidade de dezoito nós. Embora os dados dos testes no mar de Verité não tenham sobrevivido, cada um de seus navios irmãos excedeu a velocidade de dezenove nós (35 quilômetros por hora). O armazenamento de carvão totalizava 1 800 toneladas, que proporcionava um alcance máximo de dezesseis mil quilômetros  a uma velocidade de cruzeiro de dez nós (dezenove quilômetros por hora). Ele tinha uma tripulação de 32 oficiais e 710 homens alistados.
A bateria principal do Verité consistia em quatro canhões Modèle 1893/96 de 305 milímetros montados em duas torres de canhão duplas, uma à frente e outra à ré da superestrutura. Seu armamento secundário consistia em dez canhões Modèle 1902 de 194 milímetros; seis foram montados em torres únicas e quatro em casamatas no casco. As torres individuais foram dispostas em pares, uma colocada lado a lado com os funis de proa, outras duas ao meio do navio e o terceiro par lado a lado com o funil traseiro. Ele também carregava treze canhões Modèle 1902 de 65 milímetros e dez canhões Modèle 1902 de 47 milímetros para defesa contra torpedeiros. O navio estava armado com dois tubos de torpedo de 450 milímetros, que ficavam submersos no casco na lateral.
O cinto de blindagem da linha d'água da classe Liberté era tinha 280 milímetros de espessura no meio do navio e reduzido para 180 milímetros nas extremidades dos navios. Estava conectado aos dois conveses blindados; o andar superior era de 54 milímetros de espessura enquanto o convés inferior tinha 52 milímetros, com setenta milímetros nos lados inclinados. Os canhões da bateria principal eram protegidos por até 360 milímetros de blindagem nas frentes das torres, enquanto as torres secundárias tinham 156 milímetros de armadura nos rostos. As casamatas foram protegidas com 174 milímetros de chapa de aço. A torre de comando tinha 266 milímetros nos lados.

### Modificações
Ao longo de 1912 a 1914, a Marinha tentou modificar o Vérité e seu irmão Démocratie para permitir que os canhões de 205 milímetros pudessem ser manuseados corretamente. Testes para determinar se as torres da bateria principal poderiam ser modificadas para aumentar a elevação dos canhões (e, portanto, seu alcance) provaram ser impossíveis, mas a Marinha determinou que os tanques de ambos os lados do navio poderiam ser inundados para induzir um salto de 2 graus. Isso aumentou o alcance máximo das armas de 12 500 para 13 500 metros. Novos motores foram instalados nas torres secundárias em 1915–1916 para melhorar suas taxas de descida e elevação. Também em 1915, os canhões de 47 milímetros localizados em cada lado da ponte foram removidos e os dois na superestrutura traseira foram movidos para o teto da torre traseira. Em 8 de dezembro de 1915, o comando naval emitiu ordens para que a bateria leve fosse revisada para oito dos canhões de 47 milímetros e dez canhões de 65 milímetros. A bateria leve foi revisada novamente em 1916, com os quatro canhões de 47 milímetros sendo convertidos com montagens antiaéreas de alto ângulo. Eles foram colocados no topo da torre da bateria principal traseira e nos telhados das torres secundárias número 7 e 8. Em 1912–1913, o navio recebeu dois telêmetros Barr & Stroud de dois metros. Para direcionar os canhões antiaéreos, o navio recebeu um telêmetro de 0,8 metro, que foi instalado na superestrutura de popa.

## Histórico de serviço

### Construção – 1910

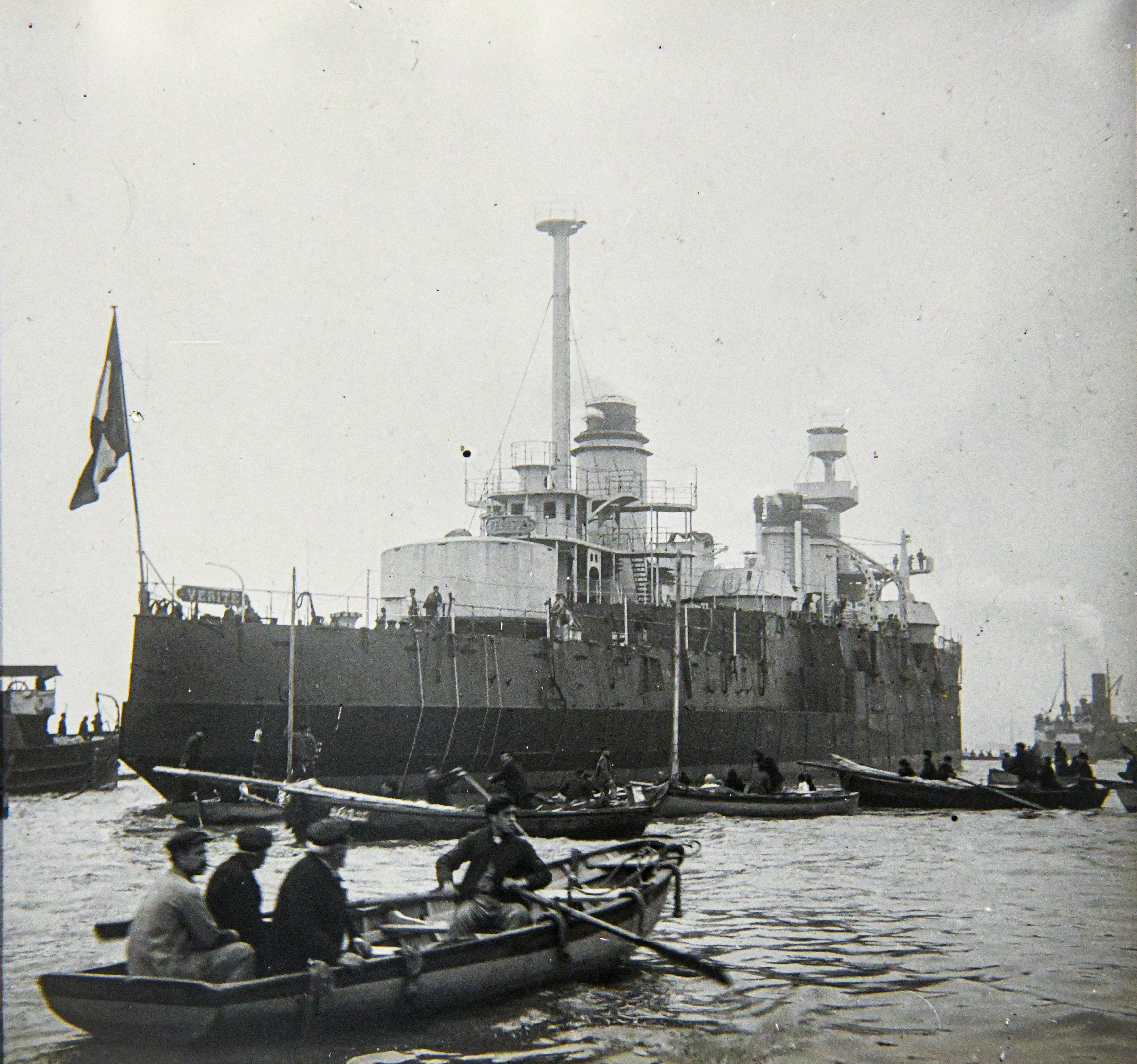
O lançamento do Vérité

O Vérité foi batido no estaleiro Forges et Chantiers de la Gironde em Bordéus em abril de 1903, lançado em 28 de maio de 1907 e concluído em 11 de setembro de 1908, mais de um ano após a entrada do HMS Dreadnought em serviço, o que tornou os pré-dreadnoughts como o Vérité desatualizados antes de serem concluídos. Antes de entrar em serviço, em 5 de julho, o vice-almirante Augustin Boué de Lapeyrère subiu a bordo do navio para comandar uma flotilha que incluía o cruzador blindado Dupetit-Thouars, os destróieres Baliste e Arquebuse, e o cruzador torpedeiro Cassini que deveria levar o presidente Armand Fallières para um passeio pelo Mar Báltico. Os navios navegaram para o norte até Dunquerque, onde Fallières embarcou no Vérité, e depois seguiram para o Báltico, parando em Copenhague, na Dinamarca e Estocolmo, na Suécia. Nesta última cidade, o rei Gustaf V da Suécia visitou o Vérité. De lá, os navios seguiram para Reval, onde o czar Nicolau II da Rússia visitou os navios. A esquadra regressou a Brest no dia 6 de agosto.
Após o comissionamento em 11 de setembro, o Vérité partiu de Brest para Toulon em 15 de setembro, chegando lá em 1 de outubro. Ele foi designado para a 2ª Divisão do Esquadrão Mediterrâneo, junto com Justice (a nau capitânia da divisão) e Liberté. Os navios da 2ª Divisão visitaram Bizerta em outubro. Toda a esquadra foi atracada em Villefranche em Fevereiro de 1909 e depois realizou exercícios de treino ao largo da Córsega, seguidos de uma revisão naval em Villefranche para Fallières em 26 de Abril. Em 30 de dezembro, o Justice, Vérité e os destróieres Carquois e Fanfare transportaram ajuda humanitária para Messina, na Sicília, para ajudar os sobreviventes de um terremoto lá.
O Vérité não operou com a 2ª Divisão no primeiro semestre de 1909. Em vez disso, ele se juntou ao resto da frota em 27 de julho para uma revisão naval com os esquadrões combinados do Mediterrâneo e do Norte em Le Havre para Fallières e Nicolau II, que estava visitando o país na época. Uma grande recepção para os dois foi realizada a bordo do Vérité naquela noite. Em 12 de setembro, o Liberté e os outros couraçados da 2ª Divisão partiram de Brest com destino aos Estados Unidos. Lá eles representaram a França durante a Celebração Hudson-Fulton, que marcou o 300º aniversário da descoberta europeia do rio Hudson. Os navios voltaram a Toulon no dia 27 de outubro. O Vérité juntou-se ao Patrie, République, Justice, Démocratie e Suffren para um ataque simulado ao porto de Nice em 18 de fevereiro de 1910. Os navios da 1ª Esquadra realizaram exercícios de treino ao largo da Sardenha e da Argélia de 21 de maio a 4 de junho, seguidos de manobras combinadas com a 2ª Esquadra de 7 a 18 de junho. Um surto de febre tifóide entre as tripulações dos navios no início de dezembro obrigou a Marinha a confiná-los no Golfe-Juan para conter a febre. Em 15 de dezembro, o surto havia diminuído.

### 1911–1914
Em 16 de abril de 1911, o Vérité recebeu Fallières, o Ministro da Marinha Théophile Delcassé, e Charles Dumont, o Ministro das Obras Públicas, Correios e Telégrafos, num cruzeiro para Bizerta em companhia do resto da frota. Eles chegaram dois dias depois e realizaram uma revisão da frota que incluiu dois couraçados britânicos, dois couraçados italianos e um cruzador espanhol em 19 de abril. A frota regressou a Toulon no dia 29 de abril, onde Fallières duplicou as rações das tripulações e suspendeu quaisquer punições para agradecer aos homens pelo seu desempenho. Em 1º de agosto, os navios da classe Danton começaram a entrar em serviço e foram designados para o 1º Esquadrão, deslocando os navios das classes Liberté e République para o 2º Esquadrão. Em 4 de setembro, ambos os esquadrões realizaram uma grande revisão da frota de Fallières ao largo de Toulon. A frota partiu então no dia 11 de setembro para manobras ao largo de Golfe-Juan e Marselha, regressando a Toulon no dia 16 de setembro. No dia 25 de setembro, o Liberté foi destruído pela explosão de um carregador, resultado da combustão espontânea do gel de nitrocelulose em seus carregadores de propelente. Os destroços lançados pela explosão danificaram vários navios próximos, incluindo o Vérité, embora sua tripulação tenha evitado quaisquer baixas. Apesar do acidente, a frota continuou com a sua rotina normal de exercícios de treino e cruzeiros durante o resto do ano. Estas incluíram viagens a Les Salins, Le Lavandou e Porquerolles até 15 de dezembro.
Em janeiro de 1912, o Vérité deixou Bizerta e juntou-se ao Justice, ao encouraçado Danton e aos destróieres Lansquenet e Caranabinier, que navegavam para Malta. Os cinco navios chegaram a Valeta no dia 22 de janeiro, onde se encontraram com o rei Jorge V e a rainha Maria da Grã-Bretanha, regressando então da viagem à Índia naquele ano. O 2º Esquadrão realizou manobras em abril de 1912 e, em 25 de abril, Patrie e Vérité navegaram para o ancoradouro de Hyères para treinamento de artilharia. Os dois navios, acompanhados pelo Justice, partiram de Toulon em 21 de maio para uma série de exercícios realizados entre Marselha e Villefranche; enquanto estavam no mar, o Danton juntou-se a eles. O Danton tinha agora  almirante Boué de Lapeyrère e o príncipe britânico de Gales a bordo. Boué de Lapeyrère inspecionou ambos os esquadrões de couraçados em Golfe-Juan de 2 a 12 de julho, após o que os navios navegaram primeiro para a Córsega e depois para Bizerta. De lá, Boué de Lapeyrère transferiu-se para o Vérité para a viagem de volta a Toulon, e ao chegar lá mudou sua bandeira para o encouraçado Voltaire. Em 20 de agosto, o alarme soou a bordo do navio em Toulon, quando os tripulantes notaram uma espessa fumaça preta saindo dos carregadores, gerando temores de que os carregadores tivessem pegado fogo. Em vez disso, descobriu-se que havia um problema com o sistema de ventilação das salas das caldeiras, levando ao acúmulo de fumaça.

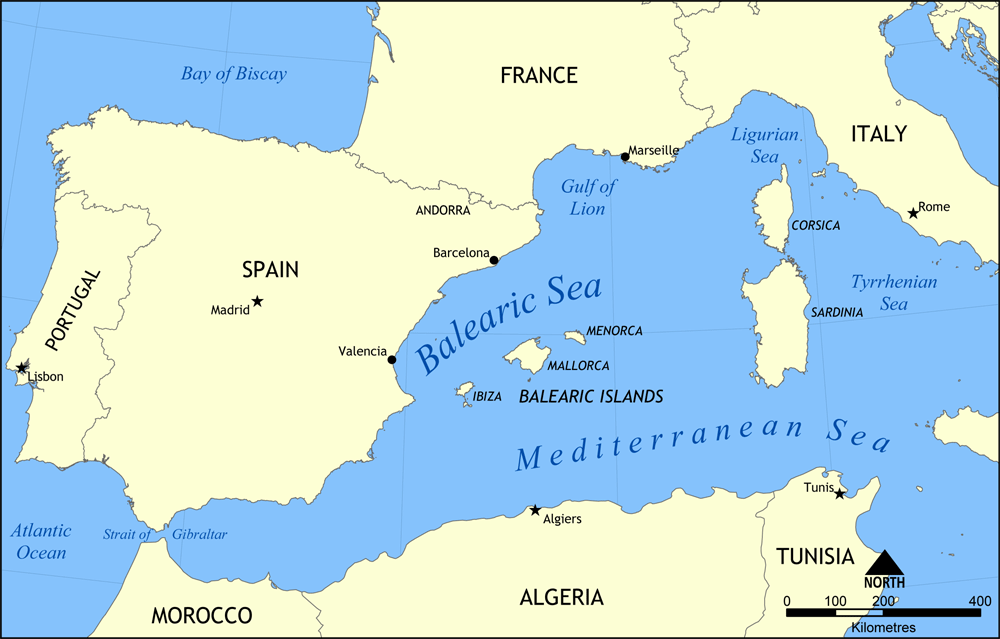
Mapa do Mediterrâneo Ocidental, onde Vérité passou a maior parte de sua carreira em tempos de paz

No início de 1913, o Vérité e o restante do 2º Esquadrão participaram de exercícios de treinamento em Le Lavandou. A frota francesa, que até então incluía dezesseis navios de guerra, realizou manobras em larga escala entre Toulon e Sardenha a partir de 19 de maio. Os exercícios concluíram com uma revisão da frota para o presidente Raymond Poincaré. Os treinos de artilharia ocorreram de 1 a 4 de julho. O 2º Esquadrão partiu de Toulon em 23 de agosto com os cruzadores blindados Jules Ferry e Edgar Quinet e duas flotilhas de contratorpedeiros para conduzir exercícios de treinamento no Atlântico. A caminho de Brest, os navios pararam em Tânger, Royan, Le Verdon, La Pallice, Baía de Quiberon e Cherbourg. Eles chegaram a Brest em 20 de setembro, onde encontraram um esquadrão russo de quatro couraçados e cinco cruzadores. Os navios então navegaram de volta para o sul, parando em Cádiz, Tânger, Mers El Kébir, Argel e Bizerta antes de finalmente chegarem de volta a Toulon em 1º de novembro. Durante este cruzeiro, enquanto estava atracado em Cádiz, o Vérité se soltou de sua âncora e quase colidiu com o ironclad espanhol Pelayo. Seus foguistas rapidamente colocaram vapor nas caldeiras, o que lhe permitiu evitar a colisão. Em 3 de dezembro, Vérité, République, Justice e Démocratie conduziram treinamento com torpedos e exercícios de telêmetro.
O 2º Esquadrão mudou-se para Les Salins no início de 1914, onde conduziu treinamento de torpedos em 19 de janeiro. Mais tarde naquele mês, eles navegaram para Bizerte antes de retornar a Toulon em 6 de fevereiro. Em 4 de março, o Justice, Démocratie, Vérité e République se juntaram aos encouraçados do 1º Esquadrão e ao 2º Esquadrão Leve para uma visita a Porto-Vecchio, na Sardenha. Em 30 de março, os navios do 2º Esquadrão partiram para Malta para visitar a Frota Britânica do Mediterrâneo, permanecendo lá até 3 de abril. Em 21 de maio, o Ministro da Marinha, Armand Gauthier, embarcou no Vérité para um cruzeiro até Ajaccio, na Córsega; de lá, ele levou Gauthier até Bizerta. Após chegar em 24 de maio, ele foi transferido para o novo dreadnought Courbert para a viagem de volta à França. O esquadrão visitou vários portos em junho, mas após o assassinato do arquiduque Franz Ferdinand e a subsequente crise de julho, a frota permaneceu perto do porto, fazendo apenas curtas missões de treinamento à medida que as tensões internacionais aumentavam.

### Primeira Guerra Mundial

#### Operações no Adriático e Dardanelos
Após a eclosão da Primeira Guerra Mundial em julho de 1914, a França anunciou mobilização geral em 1º de agosto. No dia seguinte, Boué de Lapeyrère ordenou que toda a frota francesa começasse a ganhar velocidade às 22h15 para que os navios pudessem partir cedo no dia seguinte. Diante da perspectiva de que a Divisão Mediterrânea Alemã — centrada no cruzador de batalha SMS Goeben — pudesse atacar os navios de transporte de tropas que carregavam o Exército Francês do Norte da África para a França metropolitana, a frota francesa foi encarregada de fornecer escolta pesada aos comboios. Assim, Vérité e o restante do 2º Esquadrão foram enviados para Argel, onde se juntaram a um grupo de sete navios de passageiros que tinham um contingente de 7 mil soldados do XIX Corpo a bordo. No mar, os novos encouraçados Courbet e Jean Bart e os encouraçados da classe Danton Condorcet e Vergniaud, que assumiram a escolta do comboio. Em vez de atacar os comboios, Goeben bombardeou Bône e Philippeville e depois fugiu para o leste, para o Império Otomano.

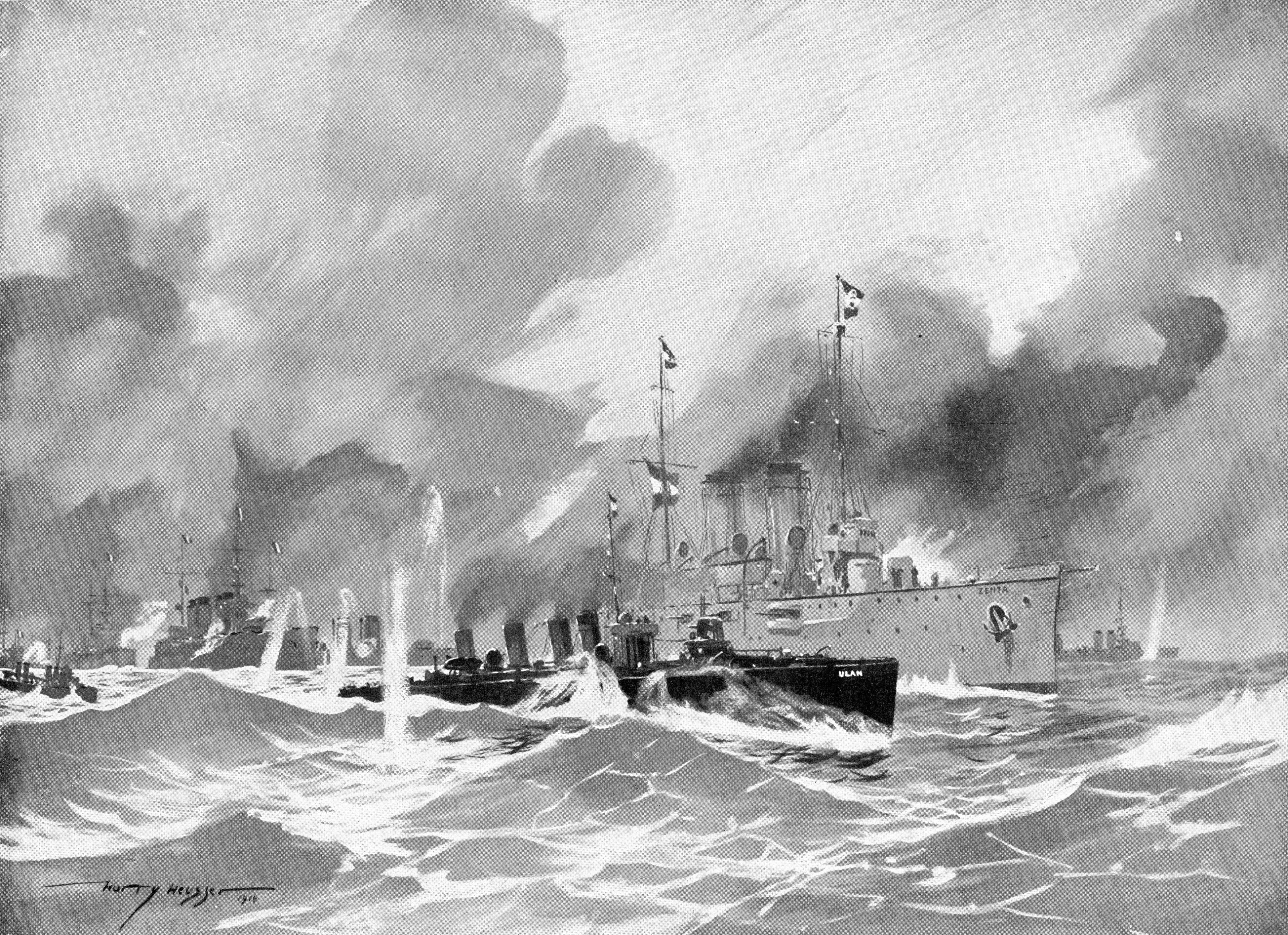
O e Ulan sob fogo da frota francesa na Batalha de Antivari

Em 12 de agosto, a França e a Grã-Bretanha declararam guerra ao Império Austro-Húngaro enquanto o conflito continuava a se alastrar. Os 1º e 2º Esquadrões foram então enviados para o sul do Mar Adriático para conter a Marinha Austro-Húngara. Em 15 de agosto, os dois esquadrões chegaram ao Estreito de Otranto, onde encontraram os cruzadores britânicos HMS Defence e HMS Weymouth patrulhando ao norte de Othonoi. Boué de Lapeyrère então levou a frota para o Adriático numa tentativa de forçar uma batalha com a frota austro-húngara; na manhã seguinte, os cruzadores britânicos e franceses avistaram navios à distância que, ao se aproximarem deles, revelaram ser o cruzador protegido SMS Zenta e o torpedeiro Ulan, que tentavam bloquear a costa de Montenegro. Na Batalha de Antivari, Boué de Lapeyrère inicialmente ordenou que seus couraçados disparassem tiros de advertência, mas isso causou confusão entre os artilheiros da frota, o que permitiu que Ulan escapasse. O Zenta, mais lento, tentou desviar, mas rapidamente recebeu vários tiros que desativaram seus motores e o incendiaram. Ele afundou logo depois e a frota anglo-francesa retirou-se.
Em 1º de setembro, os couraçados franceses bombardearam as fortificações austríacas em Cattaro em uma tentativa de atrair a frota austro-húngara, que novamente se recusou a sair. Além disso, muitos dos navios ainda tinham projéteis carregados da batalha com Zenta, e os canhões não podiam ser esvaziados, a não ser disparando-os. Em 18 e 19 de setembro, a frota fez outra incursão no Adriático, navegando até o norte da ilha de Lissa. Em 24 de setembro, o Vérité foi destacado para reforçar a Divisão de Dardanelos sob o comando do Contra-Almirante Émile Guépratte, então baseado em Tenedos. As frotas francesa e britânica começaram a reunir uma força naval que pudesse se defender contra uma possível surtida de Goeben dos Dardanelos; a frota era composta pelos cruzadores de batalha britânicos HMS Indefatigable e Indomitable, que enfrentariam Goeben, enquanto Vérité e Suffren enfrentariam os antigos couraçados otomanos Barbaros Hayreddin e Turgut Reis.
Quando a prevista investida dos navios alemães e otomanos não se concretizou, o comandante britânico, Almirante Sackville Carden, ordenou que os quatro navios bombardeassem as fortificações costeiras otomanas para testar as defesas. Os cruzadores de batalha britânicos atacaram as fortificações do lado europeu do estreito, enquanto os couraçados franceses enfrentaram as do lado asiático; ambos os grupos fizeram uma única passagem pelos seus alvos que durou cerca de dez minutos. O Suffren liderou o Vérité a uma velocidade de 15 nós (28 quilômetros por hora), alcançando em uma distância entre 12 e 13 mil quilômetros para bombardear as fortalezas de Kumkale e Orkanie. O Vérité gastou um total de vinte e cinco projéteis de 194 milímetros nos alvos enquanto Suffren empregava sua bateria principal de 305 milímetros. Os cruzadores de batalha destruíram o paiol na fortaleza de Sedd el Bahr e os navios franceses infligiram baixas significativas à guarnição otomana, com estimativas variando de 150 a 600 mortos e feridos. O esquadrão de Guépratte, que logo consistia no Vérité, nos couraçados Charlemagne, Saint Louis e Gaulois (seu carro-chefe), foi empregado como parte do bloqueio dos Dardanelos. Eles também foram encarregados de patrulhar o contrabando que estava sendo enviado para o Império Otomano pelo porto de Esmirna ou Dedeağaç, na Bulgária. Os britânicos e os franceses estavam preocupados em manter a força naval noutros locais, e por isso Vérité deixou a Divisão dos Dardanelos a 18 de Dezembro.

#### Operações na Grécia
Após a evacuação das forças da campanha de Galípoli no início de 1916, os franceses começaram a reunir forças no Mar Egeu para pressionar o governo grego, que permaneceu neutro na guerra. A esposa do rei Constantino I, Sofia, era irmã do kaiser alemão Guilherme II, e por isso ele estava relutante em ir à guerra contra seu cunhado, mas naquela época os franceses e britânicos estavam cansados de sua recusa em entrar na guerra ao lado dos Aliados. O Vérité se juntou aos antigos membros da Divisão Dardanelos em Salônica, Grécia, onde em 5 de maio ele e Patrie abateram um zepelim alemão que realizava reconhecimento na área. Em junho, a frota foi formalmente reorganizada, com o Vérité, seus dois navios irmãos, os dois navios da classe République e o Suffren formando o 3º Esquadrão, que foi encarregado de pressionar o governo grego. Ao longo de junho e julho, os navios alternaram entre Salônica e Mudros, e mais tarde naquele mês a frota foi transferida para Cefalônia.
Em agosto, um grupo pró-Aliados lançou um golpe contra a monarquia na Noemvriana, que os Aliados buscavam apoiar. Vários navios franceses enviaram homens a Atenas em 1º de dezembro para apoiar o golpe, mas foram rapidamente derrotados pelo exército grego monarquista. Em resposta, a frota britânica e francesa impôs um bloqueio nas partes do país controladas pelos monarquistas. Em junho de 1917, os franceses e britânicos começaram a se preparar para intervir mais diretamente no país, e elementos da frota francesa foram dispersos pelos portos do país. O Vérité estava estacionado no Pireu com o cruzador Bruix, mas antes que pudessem intervir, Constantino abdicou em favor de um governo pró-Aliados e os Aliados levantaram o bloqueio em 16 de junho. O 3º Esquadrão foi dissolvido, e o Vérité retornou ao 2º Esquadrão em 1º de julho, que incluía os outros navios da classe Liberté e três encouraçados da classe Danton. Eles permaneceram em Corfu, em grande parte imobilizados devido à escassez de carvão, impedindo o treinamento ou quaisquer operações significativas, o que teve um efeito negativo na eficiência e no moral da tripulação.
Em março de 1918, o navio foi transferido para Mudros para substituir o République na Divisão Oriental. Com a chegada do Justice e do Patrie em abril e, mais tarde, dos dois navios da classe Lord Nelson, a unidade foi renomeada para Divisão de Salônica, com o objetivo de conter a possibilidade de uma surtida de navios de guerra russos que haviam sido capturados pelos alemães em Sebastopol no início daquele ano. No entanto, esse arranjo não durou muito, pois em julho, Vérité e Justice retornaram ao 2º Esquadrão, onde novamente enfrentaram a escassez de carvão que prejudicou as operações da frota francesa. No final de outubro, membros das Potências Centrais começaram a assinar armistícios com os britânicos e franceses, sinalizando o fim da guerra. Os navios do 2º Esquadrão foram enviados a Constantinopla para supervisionar a rendição das forças otomanas.

### Destino no pós-guerra
O Vérité retornou à França e não se envolveu na intervenção aliada na Guerra Civil Russa, ao contrário de seus companheiros de classe. Ele foi reduzido à condição de reserva em 1º de agosto de 1919 e não prestou mais serviço. Ele foi retirado do registro naval em 18 de maio de 1921 e foi rebocado para Savona, Itália, em setembro, para ser desmontado.